# Mistrzostwa Świata w Narciarstwie Alpejskim 1931
1. Mistrzostwa Świata w Narciarstwie Alpejskim odbywały się w dniach 19 – 23 lutego 1931 w szwajcarskiej miejscowości Mürren, w kantonie Berno. Rozgrywano dwie konkurencje zjazd oraz slalom, zarówno kobiet jak i mężczyzn. W klasyfikacji medalowej zwyciężyły ex aequo reprezentacje Szwajcarii i Wielkiej Brytanii, zdobywając po 4 medale, w tym 2 złote, 1 srebrny i 1 brązowy. Ponadto rozegrano także kombinację oraz tzw. "długi zjazd", jednak FIS nie uznaje tych konkurencji za część mistrzostw świata.

## Wyniki

### Mężczyźni
| Konkurencja      | Data      | Złoto         | Wynik  | Srebro       | Wynik  | Brąz          | Wynik  |
| Zjazd szczegóły  | 20 lutego | Walter Prager | 1:56,2 | Otto Furrer  | 2:18,0 | Fritz Steuri  | 2:21,8 |
| Slalom szczegóły | 23 lutego | David Zogg    | 0:54,6 | Anton Seelos | 0:55,4 | Friedl Däuber | 0:55,8 |

### Kobiety
| Konkurencja      | Data      | Złoto          | Wynik  | Srebro                 | Wynik  | Brąz             | Wynik  |
| Zjazd szczegóły  | 19 lutego | Esmé MacKinnon | 3:05,6 | Nell Carroll           | 3:32,4 | Irma Schmidegg   | 4:02,6 |
| Slalom szczegóły | 20 lutego | Esmé MacKinnon | 2:38,2 | Inge Wersin-Lantschner | 2:42,2 | Jeanette Kessler | 2:42,4 |

## Pozostałe zawody
| Miejsce | Zawodnik              | Reprezentacja        | Czas   |
| ------- | --------------------- | -------------------- | ------ |
|         | Gustav Lantschner     | Republika Austriacka | 4:49,0 |
|         | Charles Mackintosh    | Wielka Brytania      | 4:56,4 |
|         | Harald Paumgarten     | Republika Austriacka | 4:57,0 |
| 4.      | Otto Furrer           | Szwajcaria           | 4:58,8 |
| 5.      | Otto Lantschner       | Republika Austriacka | 5:19,8 |
| 6.      | Anton Seelos          | Republika Austriacka | 5:24,6 |
| 7.      | Bill Bracken          | Wielka Brytania      | 5:40,0 |
| 8.      | David Zogg            | Szwajcaria           | 5:46,6 |
| 9.      | Friedl Däuber         | Rzesza Niemiecka     | 5:56,2 |
| 10      | William James Riddell | Wielka Brytania      | 6:00,2 |

| Miejsce | Zawodniczka        | Reprezentacja        | Czas    |
| ------- | ------------------ | -------------------- | ------- |
|         | Esmé MacKinnon     | Wielka Brytania      | 10:04,4 |
|         | Inge Lantschner    | Republika Austriacka | 10:13,8 |
|         | Irma Schmidegg     | Republika Austriacka | 10:19,8 |
| 4.      | Freda Gossage      | Wielka Brytania      | 11:01,2 |
| 5.      | Dorothy Crewdson   | Wielka Brytania      | 11:07,8 |
| 6.      | Nell Carroll       | Wielka Brytania      | 11:16,0 |
| 7.      | Rösli Streiff      | Szwajcaria           | 11:38,8 |
| 8.      | Mädi Schmidt       | Rzesza Niemiecka     | 12:00,2 |
| 9.      | Audrey Sale-Barker | Wielka Brytania      | 12:33,0 |
| 10      | Jeanette Kessler   | Wielka Brytania      | 13:04,6 |

| Miejsce | Zawodnik             | Reprezentacja        | Czas   |
| ------- | -------------------- | -------------------- | ------ |
|         | Walter Prager        | Szwajcaria           | 94,680 |
|         | David Zogg           | Szwajcaria           | 83,200 |
|         | Friedl Däuber        | Rzesza Niemiecka     | 81,205 |
| 4.      | Anton Seelos         | Republika Austriacka | 80,790 |
| 5.      | William-James Riddel | Wielka Brytania      | 78,355 |
| 6.      | Hans von Weech       | Rzesza Niemiecka     | 77,110 |
| 7.      | Martin Neuner        | Rzesza Niemiecka     | 77,095 |
| 8.      | Peter Lunn           | Wielka Brytania      | 75,920 |
| 9.      | Tony Knebworth       | Wielka Brytania      | 74,415 |
| 10      | Ulrich Neuner        | Rzesza Niemiecka     | 71,710 |

| Miejsce | Zawodniczka        | Reprezentacja        | Czas    |
| ------- | ------------------ | -------------------- | ------- |
|         | Esmé MacKinnon     | Wielka Brytania      | 100,000 |
|         | Jeanette Kessler   | Wielka Brytania      | 86,065  |
|         | Inge Lantschner    | Republika Austriacka | 82,660  |
| 4.      | Freda Gossage      | Wielka Brytania      | 82,465  |
| 5.      | Rösli Rominger     | Szwajcaria           | 80,760  |
| 6.      | Audrey Sale-Barker | Wielka Brytania      | 78,920  |
| 7.      | Irma Schmidegg     | Republika Austriacka | 78,620  |
| 8.      | Dorothy Crewdson   | Wielka Brytania      | 76,690  |
| 9.      | Nell Carroll       | Wielka Brytania      | 74,685  |
| 10      | Rösli Streiff      | Szwajcaria           | 74,765  |

## Klasyfikacja medalowa
| #  | Reprezentacja        | Złoto | Srebro | Brąz | Razem |
| -- | -------------------- | ----- | ------ | ---- | ----- |
| 1. | Szwajcaria           | 2     | 1      | 1    | 4     |
| 1. | Wielka Brytania      | 2     | 1      | 1    | 4     |
| 3. | Republika Austriacka | 0     | 2      | 1    | 3     |
| 4. | Rzesza Niemiecka     | 0     | 0      | 1    | 1     |